# Aros
Els Aros són els membres d'un sub-grup humà igbo que es van originar en el reialme d'Arochukwu, a l'actual estat d'Abia al sud-est de Nigèria. També es poden trobar aros a altres 250 assentaments sobretot al sud-est de Nigèria i a zones del voltant. Avui en dia, les aros es classifiquen com igbos orientals o igbos del riu Cross per la seva localització i dialecte. El seu déu, Ibini Ukpabi fou un factor clau per a l'establiment de la Confederació Aro com un poder regional del sud-est de l'actual Nigèria durant els segles xviii i xix.

## Història i orígens
La història dels aros és anterior a la immigració dels igbos i la rundació del reialme d'Arochukwu. Abans que aquests arribessin a la regió aro al segle xvii hi van arribar ibibios provinents de la regió del riu Benue i van fundar-hi estats com l'Obong Okon Ita i Ibom a l'oest del riu Cross. A mitjans del segle xvii hi van començar a arribar igbos liderats per l'Eze Agwu des del nord; això va causar tensions. A finals del segle les Guerres Aro-Ibibio i la immigració d'akpes de l'est de Cross River van fer que es creés la nació. Després d'anys de lluites es va produir l'aliança entre els igbos i els akpes i la caiguda i assimilació dels ibibios. Llavors ja era important el comerç d'oli de palma i d'esclaus a la zona. A mitjans del segle xviii hi hagué migracions en massa d'homes de negocis aros cap a igboland. Aquesta migració i aliances amb poders militars igbos militaritzats van crear la Confederació Aro que va esdevenir un poder econòmic regional. Tot i això, l'hegemonia econòmica aro fou amenaçada per l'Imperi Britànic a finals del segle xix. Entre el 1901 i el 1902 hi va haver la Guerra Anglo-Aro. Els aros es van resistir a la colonització britànica, però quan van caure davant els europeus els van ajudar a ocupar la resta de l'actual Nigèria oriental.

## Tradició
Els aros tenen una tradició rica. La Societat Secreta Ekpe fou un culte sagrat que era originari de l'est del riu Cross. Van utilitzar el sistema d'escriptura Nsibidi. També destaquen els santuaris d'Ibini Ukpabi, el déu mediador dels aros. Les mascarades ekelekes són molt importants en els assentaments aros.
Abans de la invasió britànica, els aros van influenciar els seus veïns i aliats.